# お玉杓子

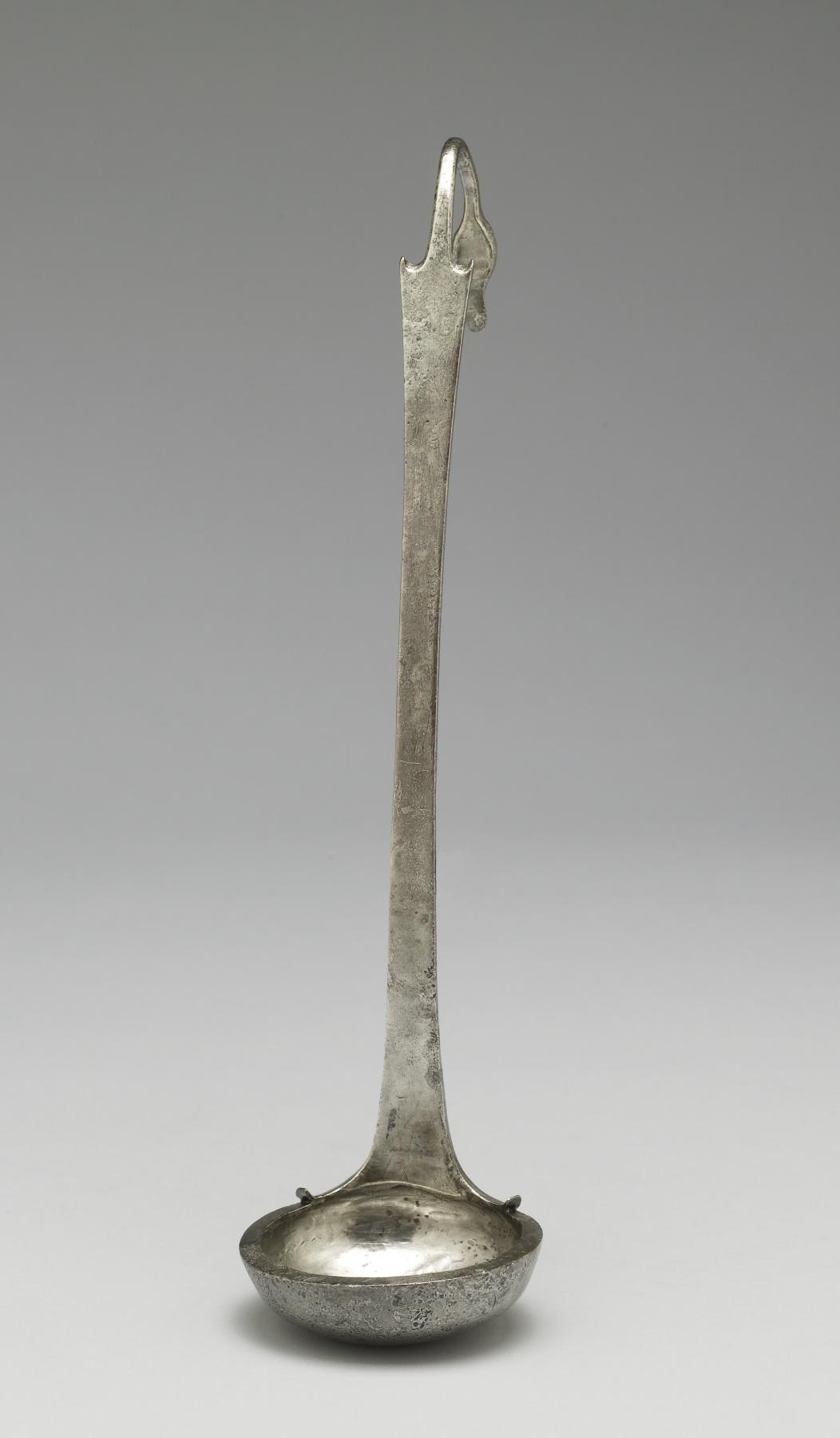
古代ギリシアの銀製レードル（紀元前4-3世紀）

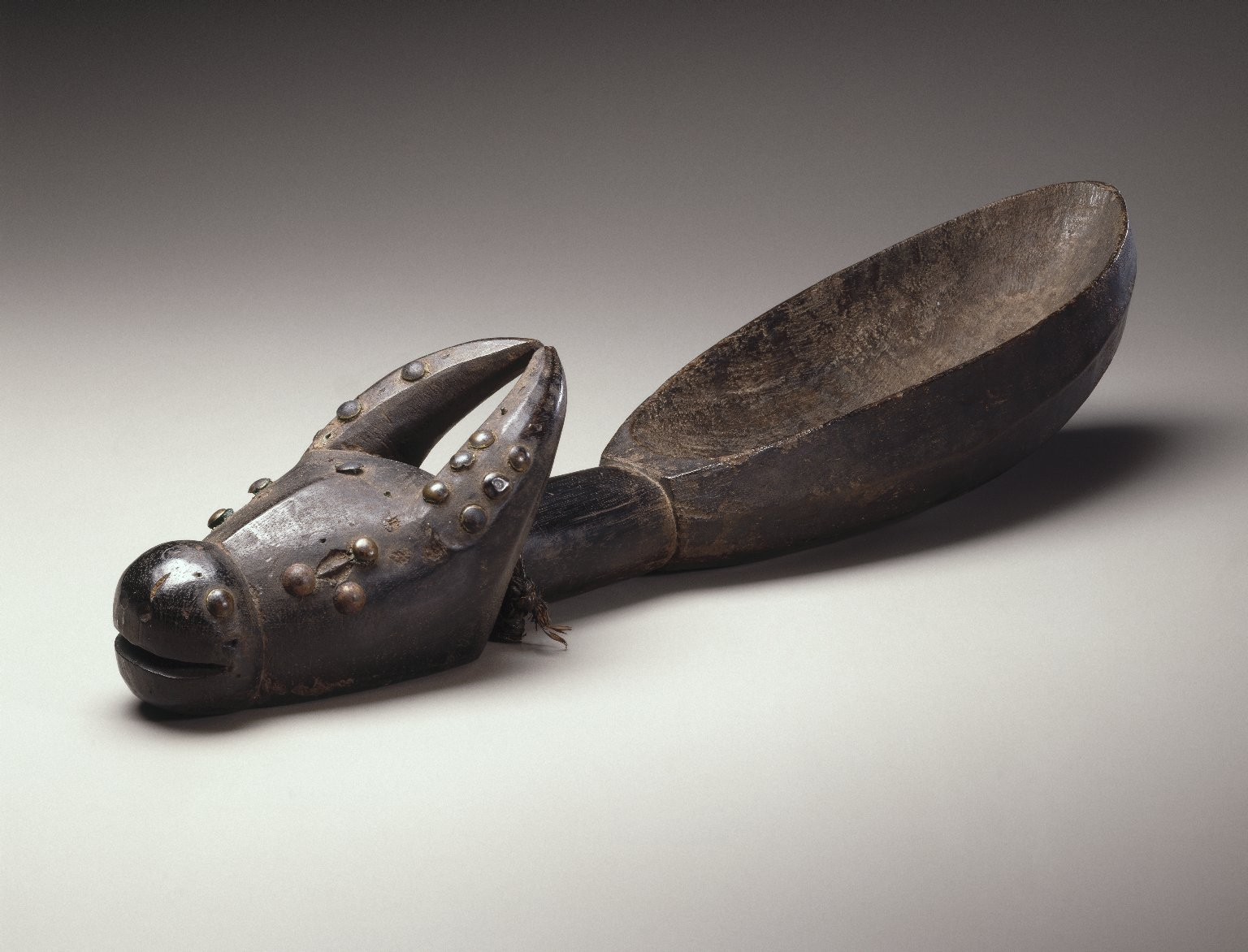
牛の彫刻がなされたアフリカの木製レードル（20世紀初頭）

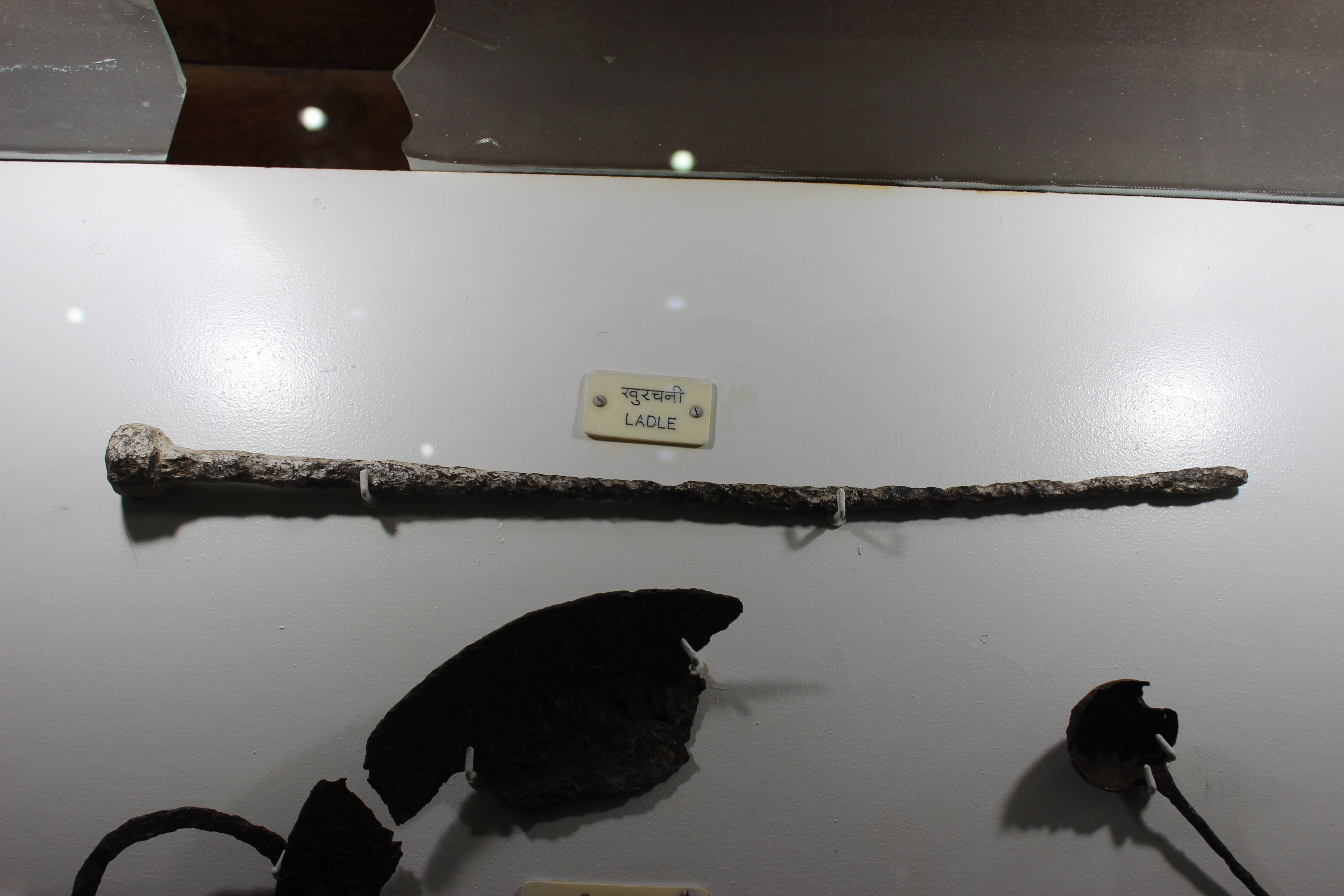
シルプール遺跡（インド）で出土した鉄製のレードル

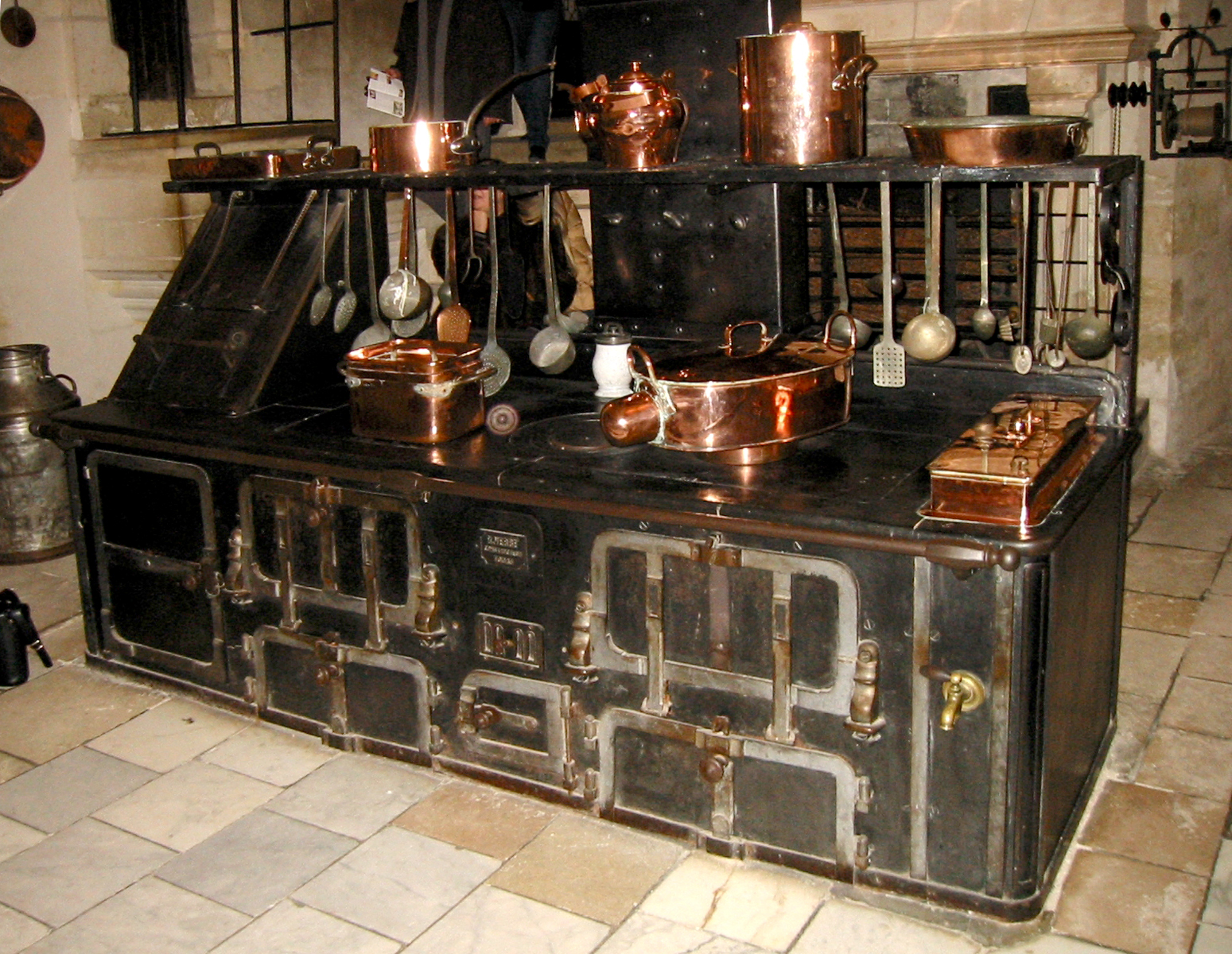
様々なお玉杓子が掛けられた調理用ストーブ

お玉杓子（おたまじゃくし、英語: Ladle）とは、食物を掬（すく）うための調理器具の一種。「玉杓子（たまじゃくし）」または単に「おたま」ともいう。本項では西洋料理に由来するレードルや中華料理の鉄勺や湯勺についても述べる。

## 杓子類
お玉杓子
杓子には板状の飯杓子や刳物の汁杓子がある。おたま（お玉杓子）は汁杓子の一種である。その名は滋賀県犬上郡多賀町にある多賀大社の縁起物である「お多賀杓子」に語源があるとされている。
レードル
英語では ladle と呼び、日本でも洋食調理の世界などでは「レードル」と呼ばれる。
鉄杓、湯勺
中華料理で用いられる鉄製の鉄勺（ティエシャオ）はおたまのように汁物を移すだけでなく、炒め物にも用いられる調理道具である。また、湯勺（タンサオ、タンシャオ）はスープ類をすくう道具であるが、この語にはレンゲなども含まれる。

## 形状と素材
柄の先に半球状の部分が付いた道具で、料理をかき混ぜたり、食器に移したりするため用いる。
貝殻に木の柄を取り付けて使ったのが起源と推測されている。正倉院には貝に柄を付けた杓子の原型となった道具が収められている。
サイズや材質、デザインは極めて多様。材料としては金属（アルミニウム合金、銀、ステンレス鋼、炭素鋼、チタン）や合成樹脂、メラミン樹脂、シリコン、木、竹などがある。香辛料を多く入れるカレーなどには、洗っても臭いが残りやすい合成樹脂製や木製は避けた方がよいとされる。山形県には木地をイタヤ貝の形に削り、それに孟宗竹の柄を付けた荘内杓子（庄内杓子）と呼ばれる民芸品がある。
半球が横向きの涙滴状になった形の物を横レードルと呼び、次のような特徴がある。
- 尖った部分から液体を注ぐのに適している。
- 平底鍋に対して接する線が長く、深い鍋底や直角に曲がった角にも合う。
- 尖った部分は持った状態で左側に向いているものがほとんどのため、左利きの人には使いづらい。
  - 左利きの人にも対応するため、尖った部分が左右両方についているものもある。

中華料理で用いられる鉄製の鉄勺（ティエシャオ）は汁物を移すだけでなく炒め物の調理にも用いられるため、柄は長く、調理人が先端の半球状の部分の容量を把握することで計量カップのように用いる機能も果たしている。
先端の部分が網状になっている網じゃくしもある。

## ギャラリー

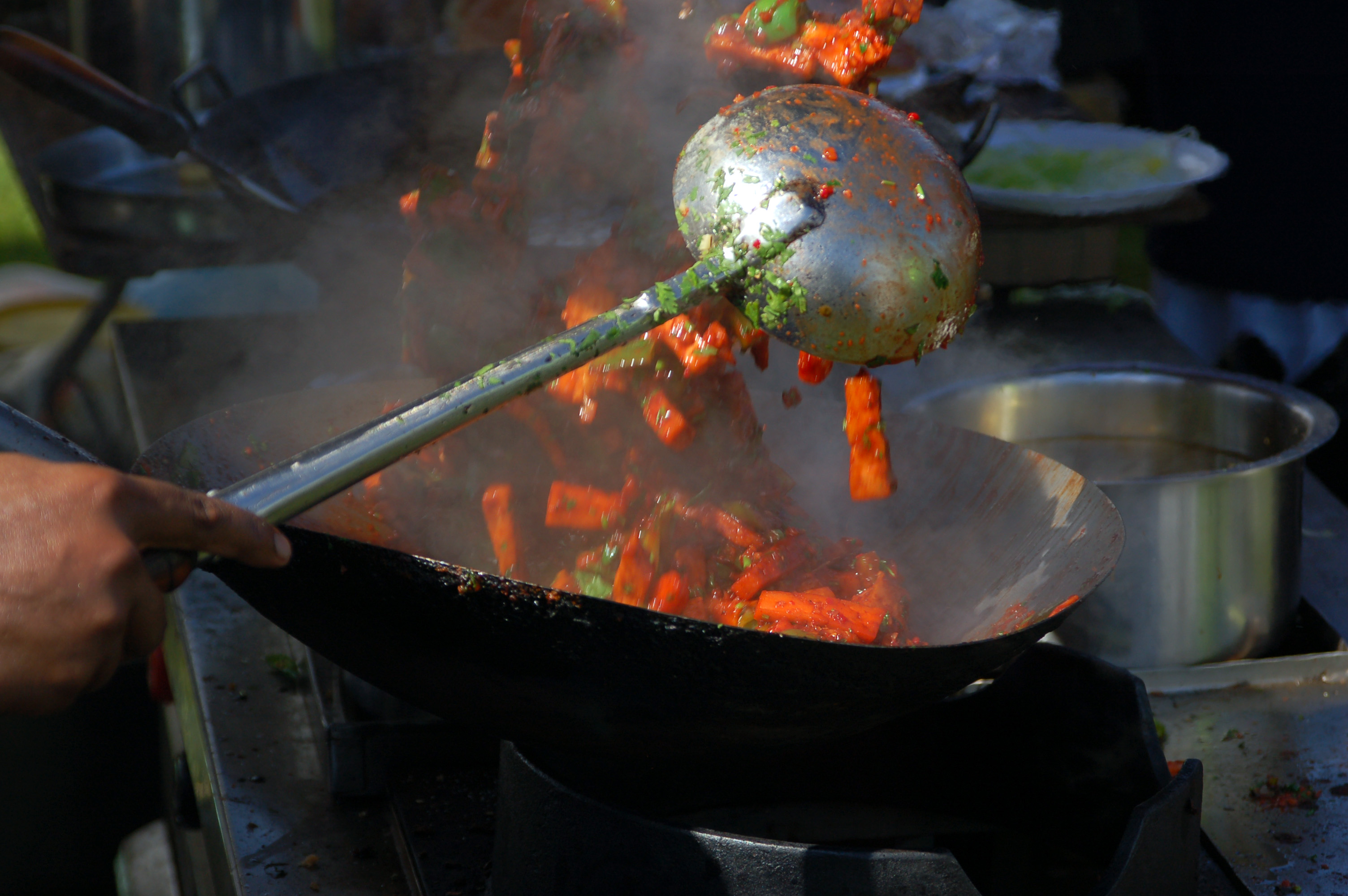
中華鍋を使った炒め物をかき混ぜるために用いられている鉄勺（ティエシャオ）

|  |  |
|  |  |